# Coleophora obscurea
Coleophora obscurea é uma espécie de mariposa do gênero Coleophora pertencente à família Coleophoridae.